# Фотография 51
Фотография 51 (англ. Photograph 51) — рентгенограмма волокон натриевой соли тимусной ДНК в B-форме, полученная Розалинд Франклин (англ. Rosalind Elsie Franklin) и Рэймондом Гослингом в 1952 году. Эта рентгенограмма послужила главным толчком к открытию двуспиральности ДНК Франклин и построению модели структуры ДНК Уотсоном и Криком.

## История

Фотография 51 — рентгенограмма волокон натриевой соли тимусной ДНК в B-форме.

Розалинд Франклин приступила к работе по расшифровке структуры ДНК в лаборатории Джона Рендолла в Королевском колледже Лондона 5 января 1951 года. В этой же лаборатории группа Мориса Уилкинса уже сделала первые шаги по рентгеноструктурному анализу ДНК. Первым делом Франклин удалось обнаружить, что в зависимости от влажности в камере, в которой вытягивались волокна ДНК, можно получать две различные структуры ДНК: A-форму и B-форму. Розалинд Франклин получила фотографию 51 в мае 1952 года после сточасовой экспозиции волокон B-формы ДНК на рентгеновском дифрактометре. Крестообразное расположение дифракционных пятен служило прямым указанием на структуру в виде спирали. Дальнейший анализ данных позволил Франклин сделать вывод, что спираль ДНК состоит из двух нитей, в которой фосфатные группы располагаются снаружи, а основания - внутри спирали. Она также определила шаг спирали (3,4 нм) и её периодичность (10 пар на виток). Франклин нашла объяснение факту отсутствия дифракционных пятен на четвёртой линии и ослабления интенсивности пятен на шестой линии в том, что нити спирали не зеркально симметричны относительно оси спирали. По её оценкам, одна нить сдвинута относительно другой нити по вертикали примерно на три восьмых витка спирали.
В январе 1953 года Джеймс Уотсон, обеспокоенный препринтом Лайнуса Полинга о гипотетической трёхспиральной структуре ДНК, в которой фосфатные группы располагаются внутри, а основания — снаружи спирали, в очередной раз посетил лабораторию Рендалла. После обсуждения ошибочности модели ДНК Полинга Морис Уилкинс показал фотографию 51 Франклин без её ведома Уотсону.

Рентгенограмма волокон ДНК кишечной палочки, полученная Уилкинсом.

«Как только я увидел рентгенограмму, у меня открылся рот и бешено забилось сердце. Распределение   рефлексов было неизмеримо проще, чем все, полученные раньше для А-формы.»
Получив ключевые данные из рук Мориса Уилкинса, Уотсон и Крик быстро завершили построение модели ДНК. Попытки Уилкинса получить качественную рентгенограмму B-формы ДНК не увенчались успехом (см. рис. справа). 25 апреля 1953 в Nature были опубликованы три статьи: модель Уотсона и Крика, данные группы Уилкинса и данные Франклин и её помощника Р. Гослинга. 30 мая Уотсон и Крик опубликовали статью о роли структуры ДНК в репликации генетической информации, а 25 июля вышла статья Франклин и Гослинга с доказательствами двуспиральности ДНК. Эти работы заложили основы молекулярной биологии и признаны одним из основных достижений науки XX века.